# Kvaser
Kvaser lub Kvasir – bóg z mitologii nordyckiej. Powstał ze śliny Azów i Wanów po ogłoszeniu rozejmu między nimi, gdy każdy z uczestników napluł do kotła. Posiadał on taką wiedzę, iż mógł z łatwością odpowiedzieć na każde pytanie. Został zabity przez dwóch karłów, Fjalara i Galara, którzy, zmieszawszy jego krew z miodem, stworzyli miód pitny. Z tego względu w mitologii Germanów miód pitny uważany jest za napój mądrości i poezji.
Według Gylfaginning, jednej z części Eddy młodszej, to Kvasir wpadł na pomysł użycia sieci do schwytania Lokiego, który przemienił się w łososia, by uniknąć kary za zabójstwo Baldura.
Od niego wzięła swoją nazwę norweska wyszukiwarka internetowa.